# کلر آبسکیور: اکسپدیشن ۳۳
کلر آبسکیور: اکسپدیشن ۳۳ (ت.ت. 'کیاروسکورو: اکسپدیشن ۳۳') یک بازی ویدئویی نقش‌آفرینی نوبتی در سال ۲۰۲۵ است که توسط شرکت سندفال اینتراکتیو توسعه یافته و به‌وسیلهٔ کپلر اینتراکتیو منتشر شده است. این بازی که در یک فضای فانتزی تاریک از دوران زیبا اتفاق می‌افتد، داستان داوطلبان گروه اکسپدیشن ۳۳ را دنبال می‌کند که قصد دارند «پینترس» را نابود کنند، موجودی که باعث گوماژ سالانه می‌شود و در آن افراد بالای یک سن رو به کاهش بی‌وقفه، هلاک می‌شوند. در کنار مکانیسم نوبتی، جنبه‌های هم‌زمان مانند رویداد فوری و اقدامات مبتنی بر زمان‌بندی در حمله و دفاع نیز وجود دارد.
توسعه‌دهندگان به دنبال خلق یک بازی نقش‌آفرینی نوبتی با کیفیت بالا بودند، چیزی که احساس می‌کردند توسط توسعه‌دهندگان بازی‌های تریپل ای نادیده گرفته شده است، و برای این کار از بازی‌های نقش‌آفرینی ژاپنی مانند مجموعه‌های فاینال فانتزی و پرسونا الهام گرفتند. در ابتدا توسعه با موتور بازی آنریل انجین ۴ آغاز شد، اما بعداً به موتور آنریل انجین ۵ تغییر یافت و بهبودهای مختلفی در رندرینگ ارائه داد.
کلر آبسکیور در تاریخ ۲۴ آوریل ۲۰۲۵، برای پلتفرم‌های پلی‌استیشن ۵، ایکس‌باکس سری اکس/اس و مایکروسافت ویندوز منتشر شد. بازی با واکنش‌های بسیار مطلوبی از سوی منتقدان همراه بود و در عرض سه روز پس از انتشار، یک میلیون نسخه از آن به فروش رسید.

## روند بازی
کلر آبسکیور: اکسپدیشن ۳۳ یک بازی ویدئویی نقش‌آفرینی نوبتی در سبک اکشن-ماجراجویی است که از زاویهٔ دید سوم شخص روایت می‌شود. بازیکنان کنترل گروهی از شخصیت‌های قابل بازی را در مناطق مختلف برای اکتشاف در اختیار دارند. در طول کاوش، می‌توان از نقاط بازرسی مختلفی که با نام پرچم‌های اکتشافی شناخته می‌شوند، برای پر کردن نقاط ضربه و آیتم‌هایشان، ارتقاء توانایی‌ها و مهارت‌های شخصیت قابل بازی، سفر سریع و بسیاری از ویژگی‌های دیگر که با پیشرفت داستان باز می‌شوند، استفاده کرد؛ اگرچه، دشمنان معمولی و رایج دوباره ظاهر خواهند شد. هر شخصیت ویژگی‌ها و مجموعه‌ای از مهارت‌های مختص به خود را دارد که برای بهبود هر کدام به واحد پول خاصی نیاز است. هر شخصیت تنها قادر است شش مهارت را به‌طور همزمان به کار گیرد و می‌تواند برای بهبود ویژگی‌ها به تجهیزاتی مجهز شود. نقشهٔ جهان بازی، قاره، به بازیکنان اجازه می‌دهد تا آزادانه در دنیای بازی به گشت و گذار بپردازند و با دشمنان مبارزه کنند.